# トロルザ・5265
トロルザ・5265（ロシア語: Тролза-5265）は、ロシア連邦のバス・トロリーバスメーカーであったトロルザが開発・展開したトロリーバス車両。床上全体の高さを抑えた、バリアフリーに適しているノンステップバスで、メガポリス（Мегаполис）という愛称を有する。

## 概要
1990年代以降、世界各地でバリアフリーに適したノンステップトロリーバスの需要が高まる中、独立国家共同体を始めとした旧ソ連諸国でも1999年のベルコムンマッシュ（ベラルーシ）製の車両（AKSM-321）を皮切りに、各地の工場・企業がノンステップ車両の生産に乗り出した。その中で、長年に渡りトロリーバスの生産を実施していたロシア連邦の企業・トロルザも2000年代以降ノンステップトロリーバスの生産へ本格的に参入し、2004年からは車内全体が低床構造のフルフラットバスの開発が実施された。その成果として2005年から生産が始まったのが「メガポリス」と呼ばれる車両である。
車体はスケルトン構造で、電気機器が設置されている屋根は補強され、亜鉛メッキされたシームレスの鋼板が用いられている。また車体の前後はグラスファイバーによって作られている。乗降扉は車体右側の3箇所に存在する。
車内は全体が床上高さ360 mmの低床構造になっており、緊急時に運転手と会話可能なスピーカー用ボタンや追加の手すりが設置されている身体障害者用座席が2箇所に存在する他、中央部には車椅子やベビーカーが設置可能なフリースペースが存在する。運転室は電気機器の一部が収納されている仕切りによって客席と分けられている。また、設計の一部は顧客の要望に合わせて変更可能な構造となっている。

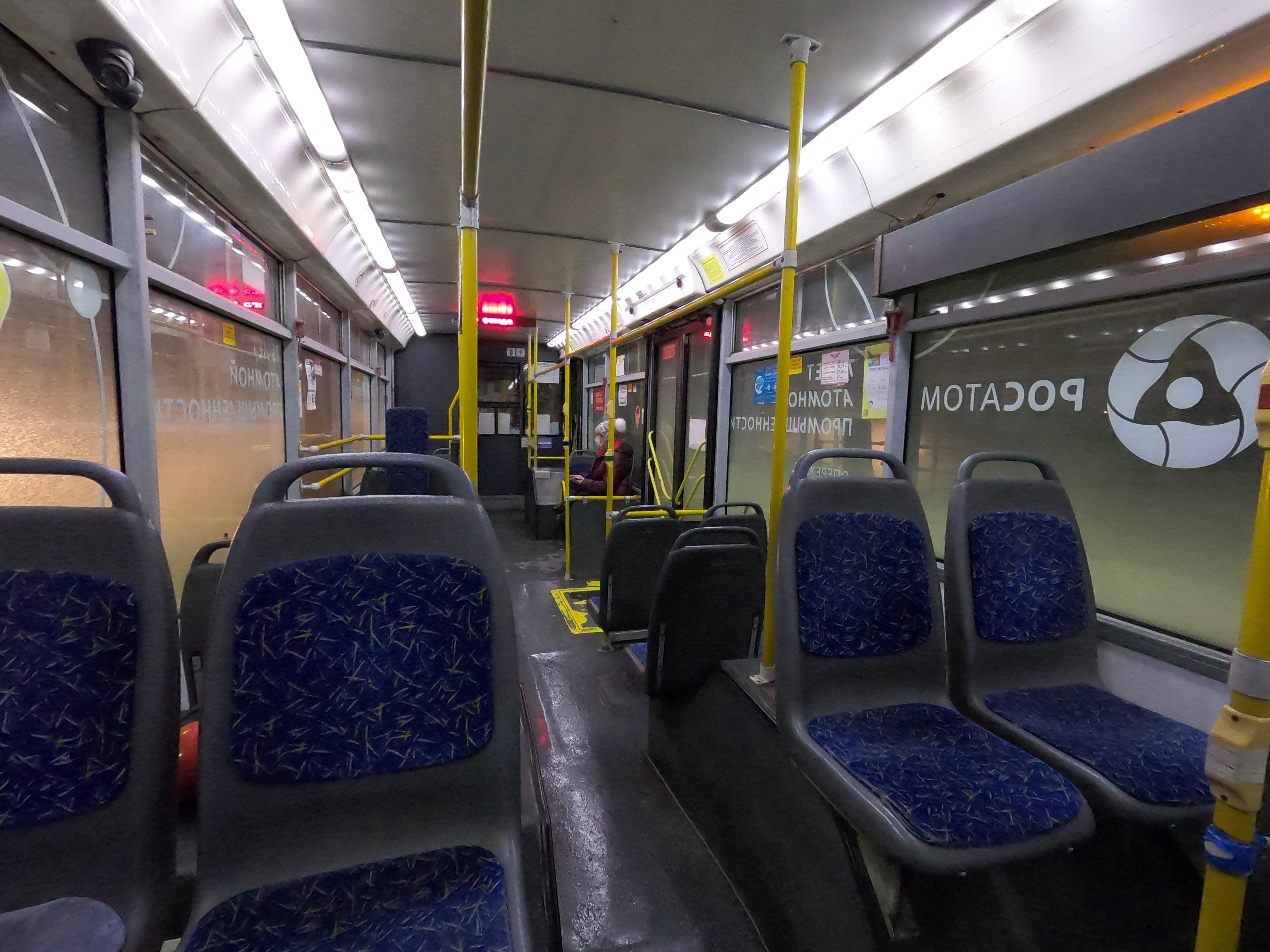
車内
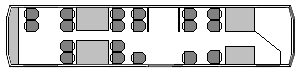
車内レイアウト（5265.00）

## 車種
2019年にトロルザが破産するまで生産が実施されたトロルザ・5265「メガポリス」は、製造過程において幾度かの設計変更が行われた。また、トロルザ以外の企業も5265「メガポリス」を基にした車両の生産を実施した。それらを含め、トロルザ・5265「メガポリス」は以下の車種が生産されている。
- 5265.00 - 2005年から2017年まで生産が実施された最初の車種。車体には充電池が搭載され、停電などの緊急時には外部からの電力供給なしに最大2 km走行できる性能を有する他、顧客の需要に応じて最大50 kmまで走行可能な充電システムを搭載することも可能である。また2012年以降に生産された車両は製造当初から冷房が搭載されている。
- 5265.02 - 2016年から2019年まで生産された車種。5260.00から乗降扉や内装の改良が実施された。屋根上にはチタン酸リチウム二次電池が搭載されており、架線が存在しない道路（架線レス区間）を最大15 km走行可能な性能を有する。

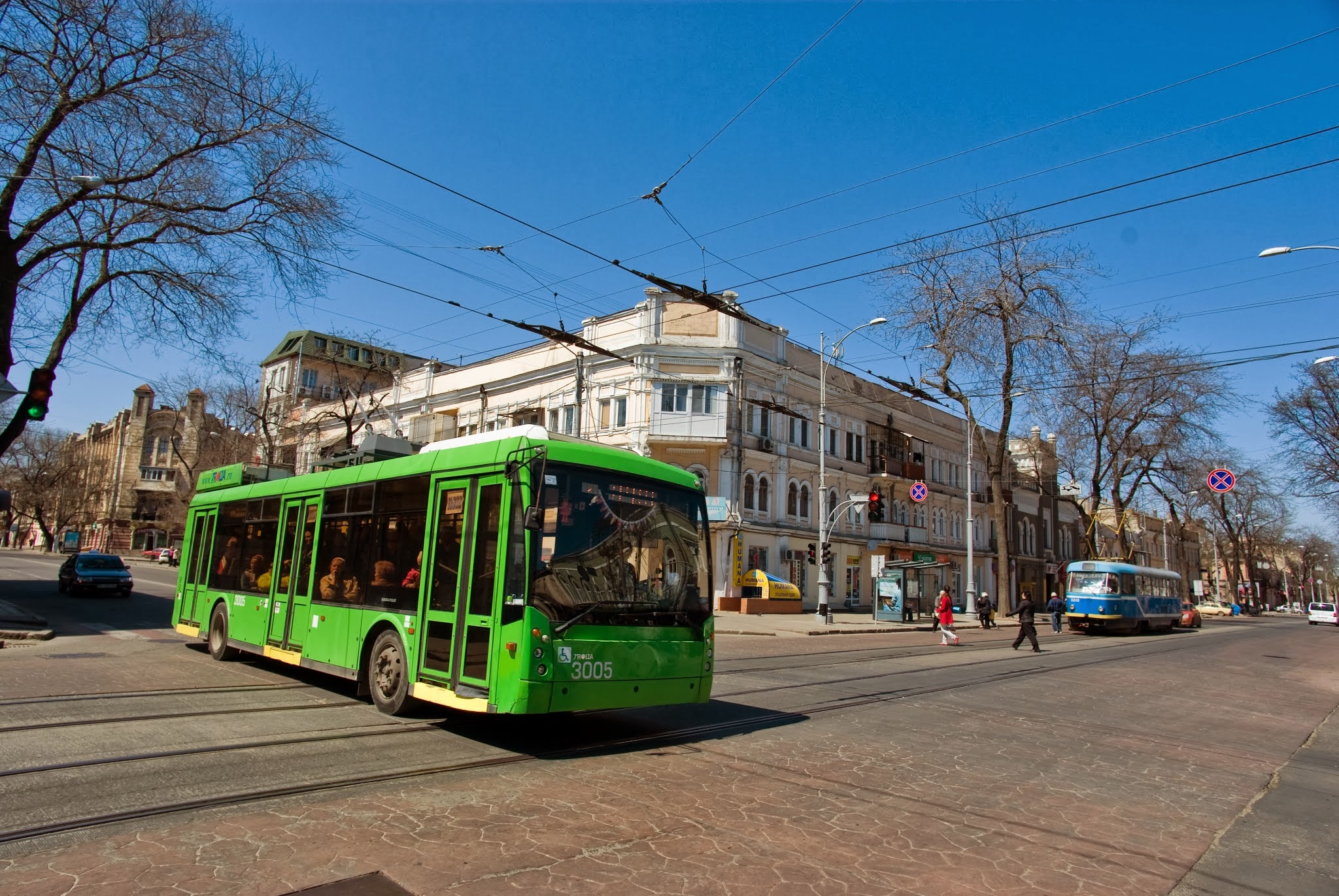
5265.03 - 2017年に生産された車種。チタン酸リチウム充電池の位置が車体後部へ変更され、架線レス区間の走行可能距離が20 kmに伸びた。ロシア連邦各都市に加えてアルゼンチンのロサリオ（ロサリオ・トロリーバス（英語版））への導入も実施された。
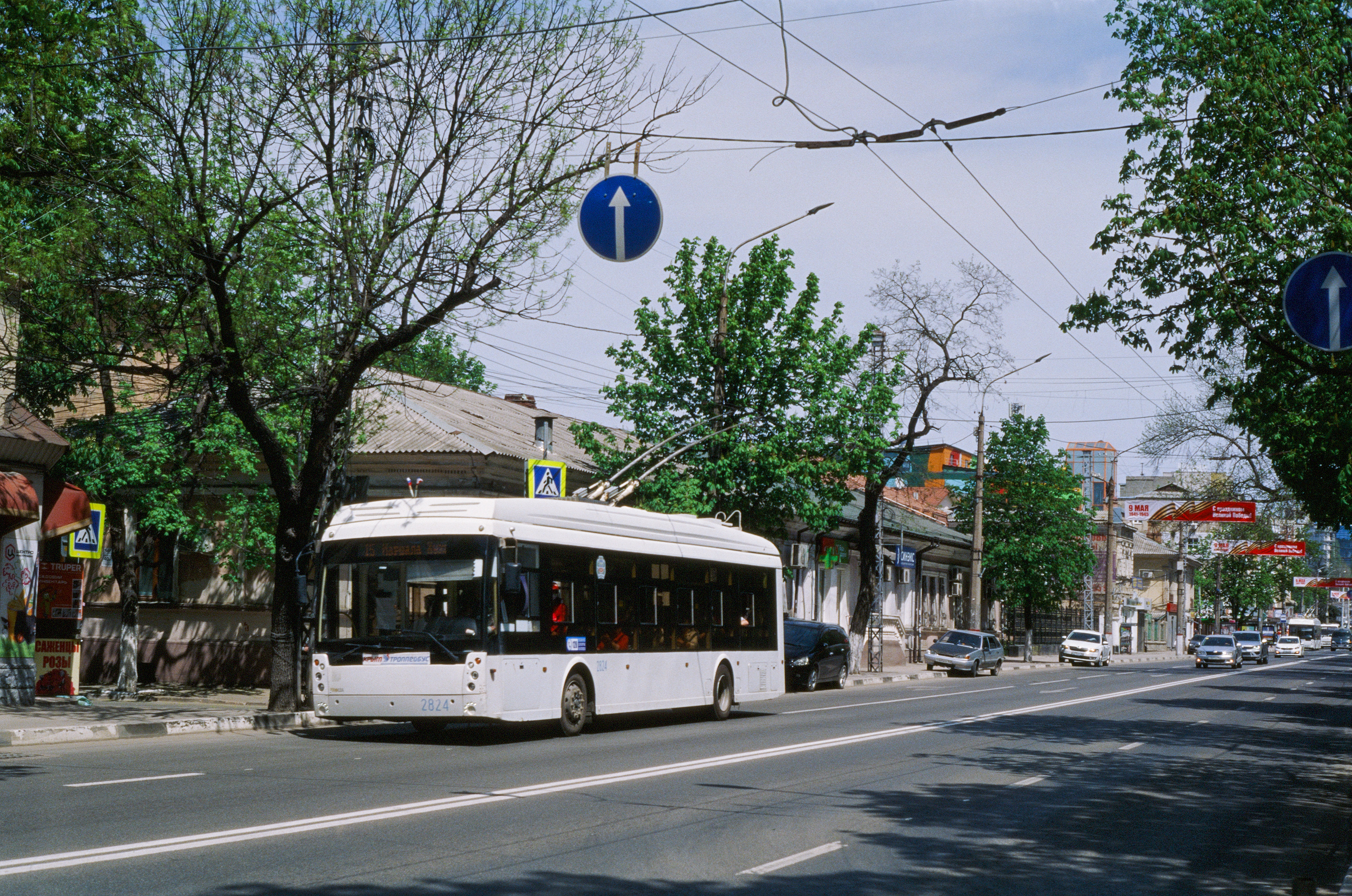
5265.05 - クリミア半島のトロリーバス（クリミア・トロリーバス）向けに製造された車種。5262.02と比較し座席数が37席に増加している。
- 5265.08 - 充電池をリン酸鉄リチウムイオン二次電池に変更した車種。これにより、架線レス区間の走行距離が30 kmに延長された。2017年から2019年まで生産された。
- ST-5265（СТ-5265） - ノヴォシビルスクのシベリア・トロリーバス工場（Сибирский троллейбус）が生産した車種。充電池が搭載されていないST-5265と、架線レス区間を最大60 km走行可能な充電池を搭載したST-6265Aの2車種が開発された。
- YuMZ-5265（ЮМЗ-5265） - ウクライナのドニプロに工場を有するユージュマシュが2010年に試作した車両で、5265.00の同型車両。クリミアのトロリーバス向けに開発されたが、試運転の結果勾配が多い同路線に適さない事が判明し、ウクライナ各地の試運転を経てトロルザに売却され、2012年に「5265.00」としてロシアの都市への販売が実施された。
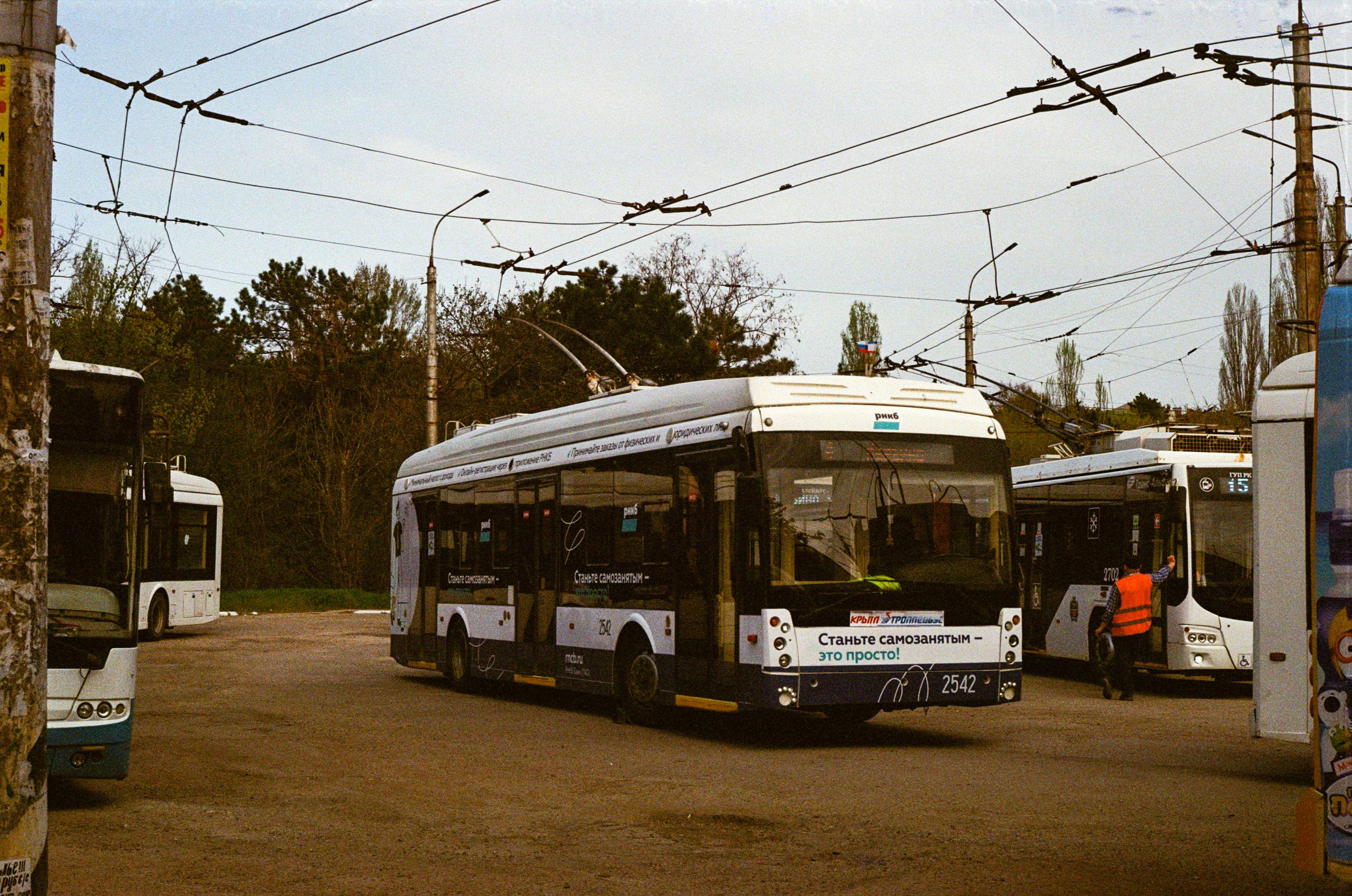
SVARZ-6238EPM（СВАРЗ-6238ЭПМ） - モスクワのソコルニキ自動車修理・建設工場（ロシア語版）（Сокольнический вагоноремонтно-строительный завод、СВАРЗ）で2012年に1両が試作された車両。エアサスペンションの導入を始めとした改良が施されたが、プロジェクトに関する費用が高騰した事を理由に量産は行われなかった。
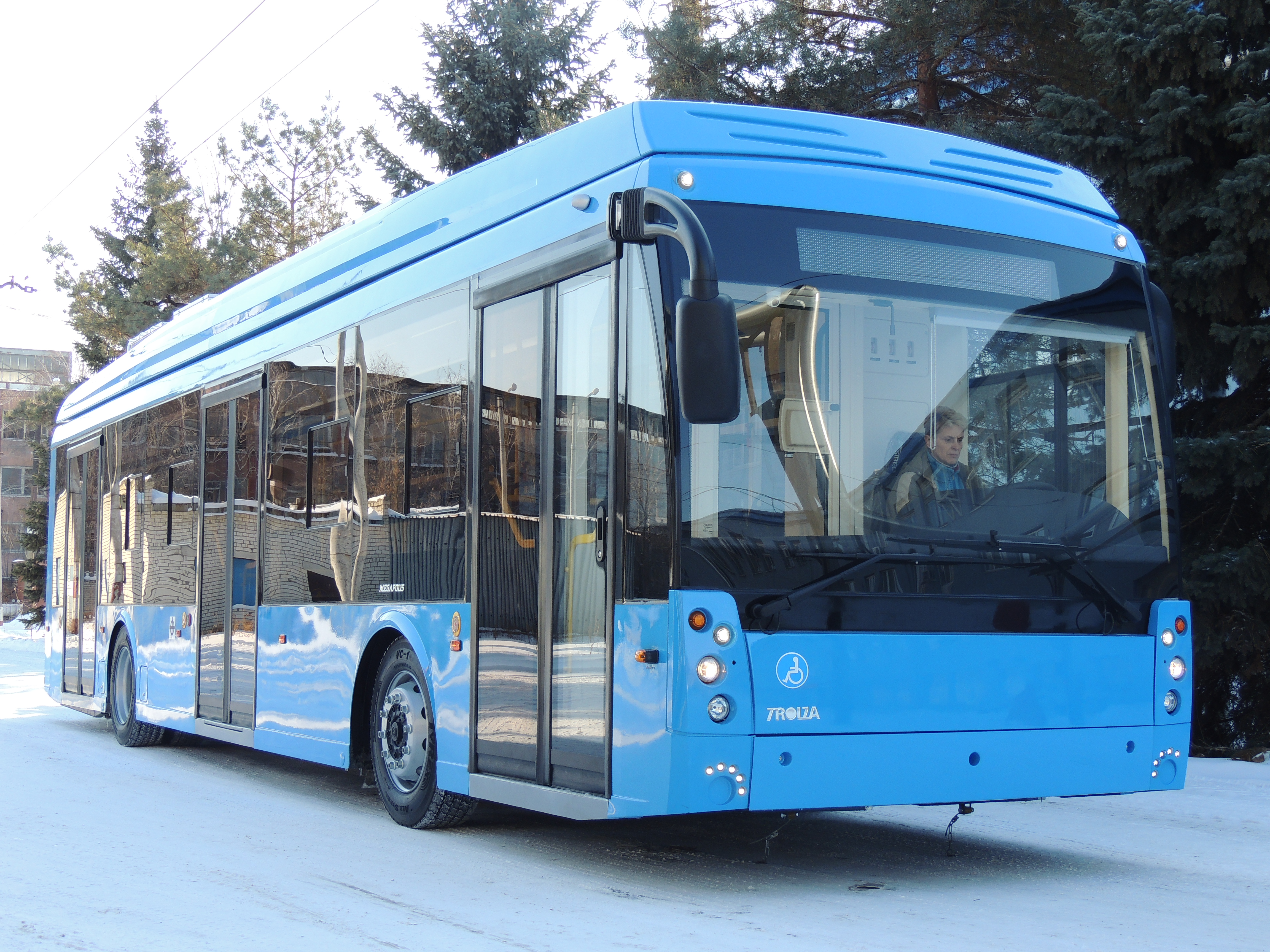
ロサリオ

## ギャラリー

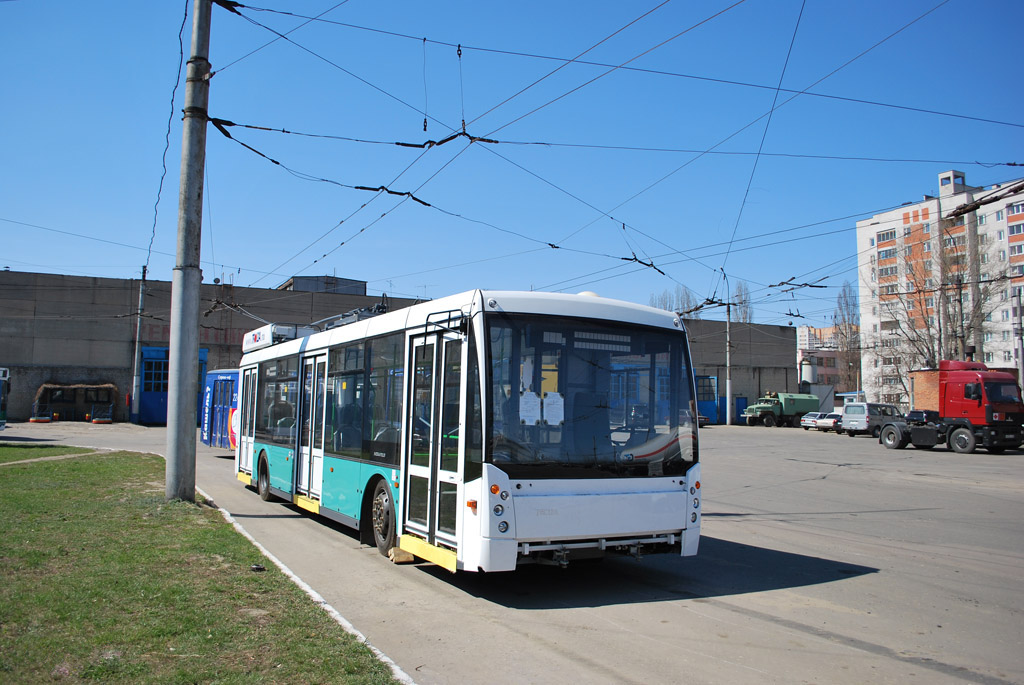
ヴォロネジ
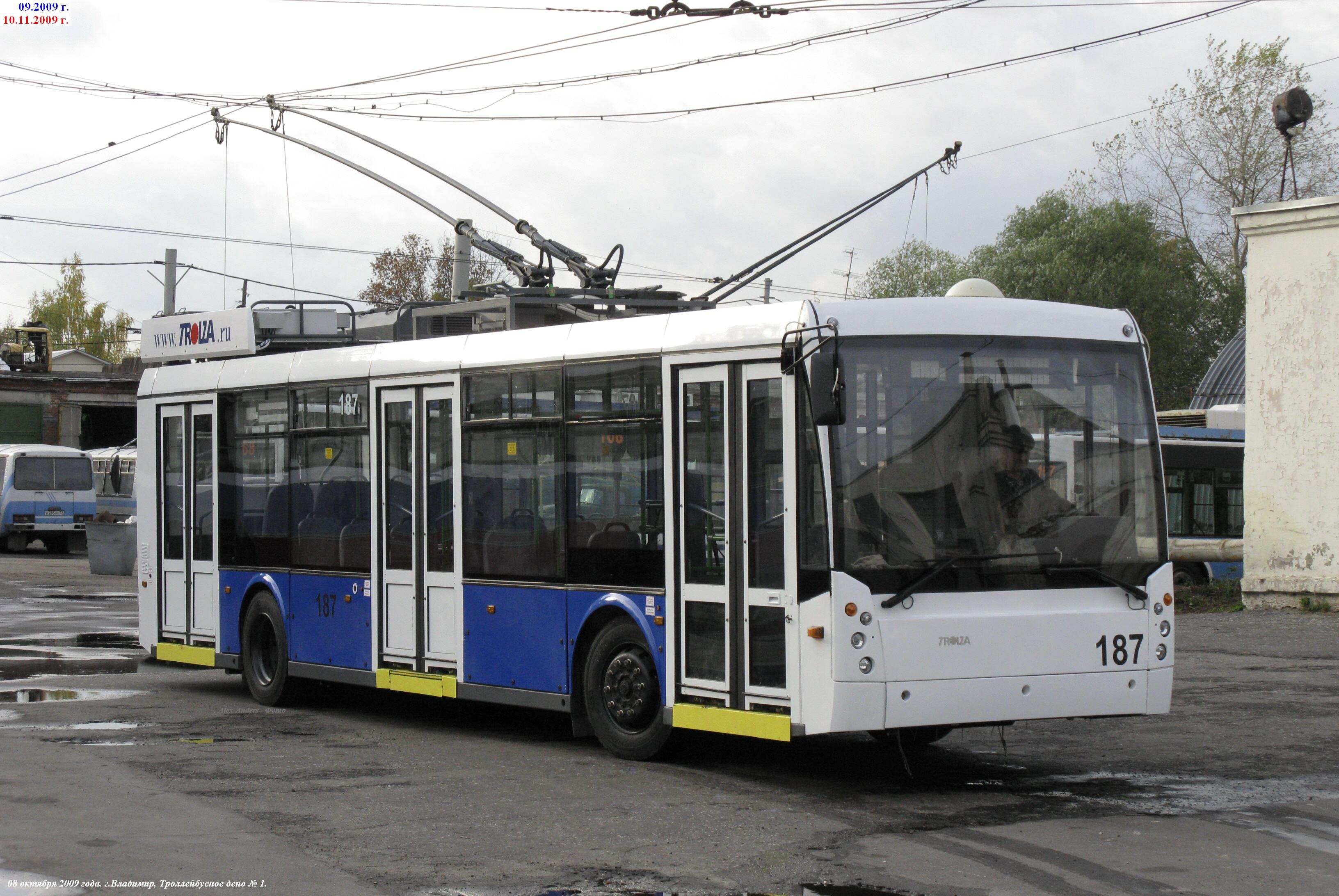
ウラジーミル
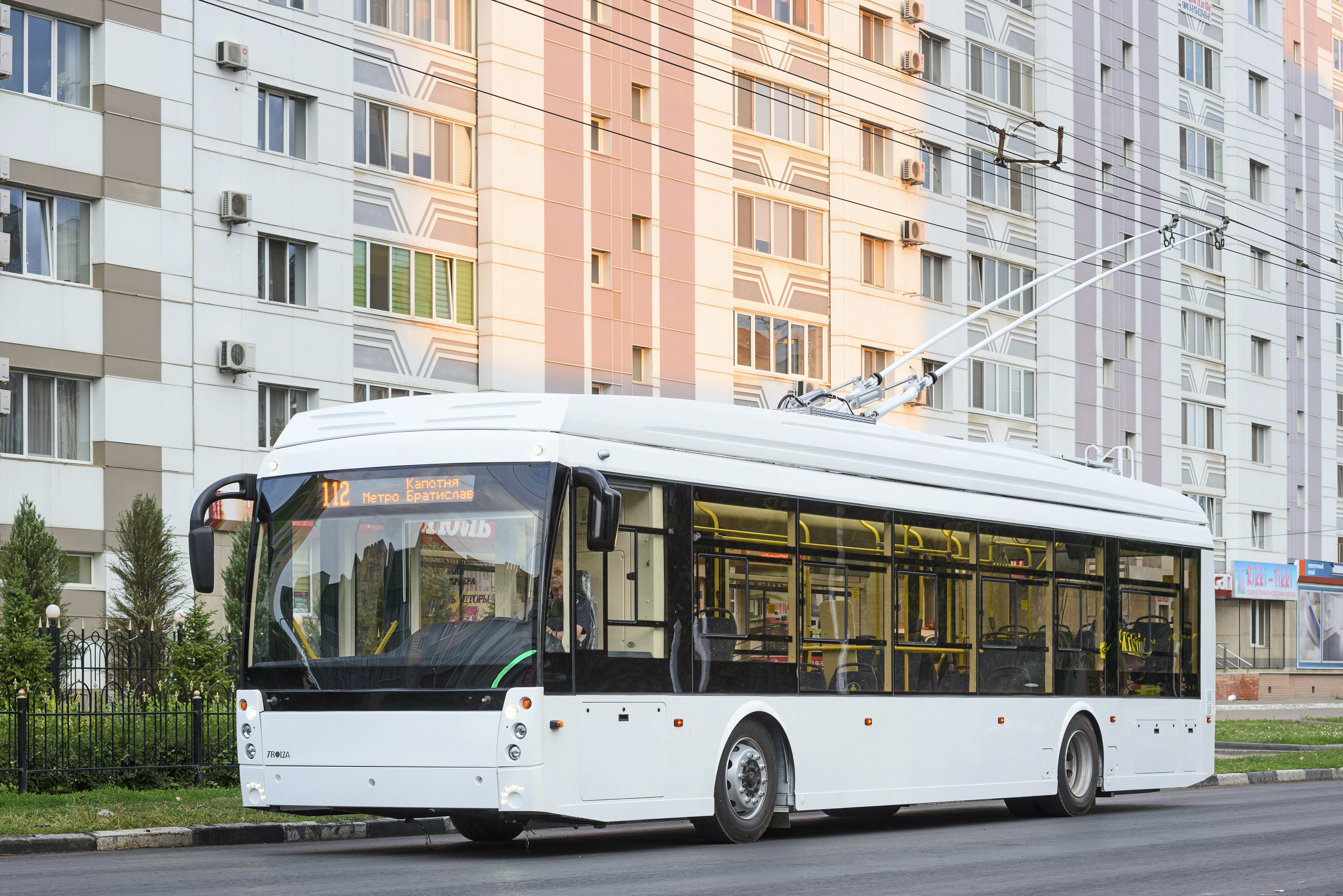
エンゲリス
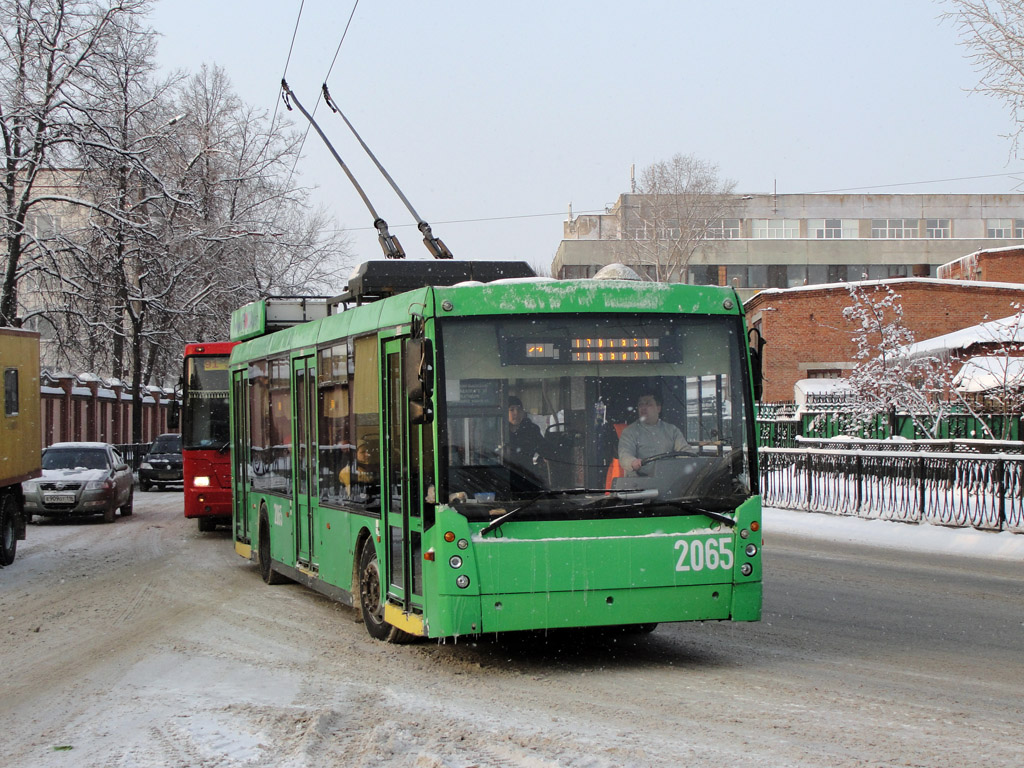
カザン
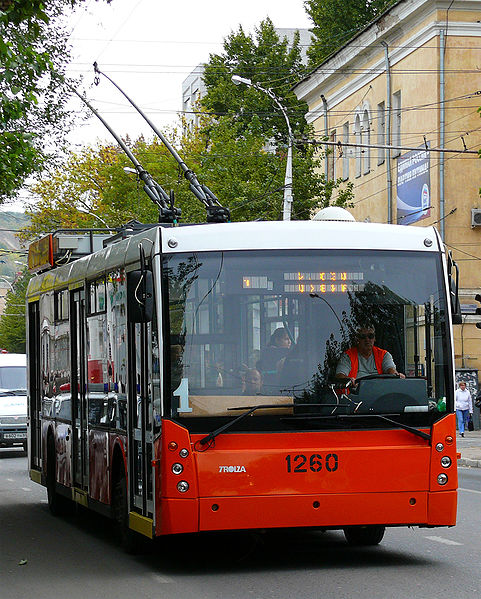
サラトフ
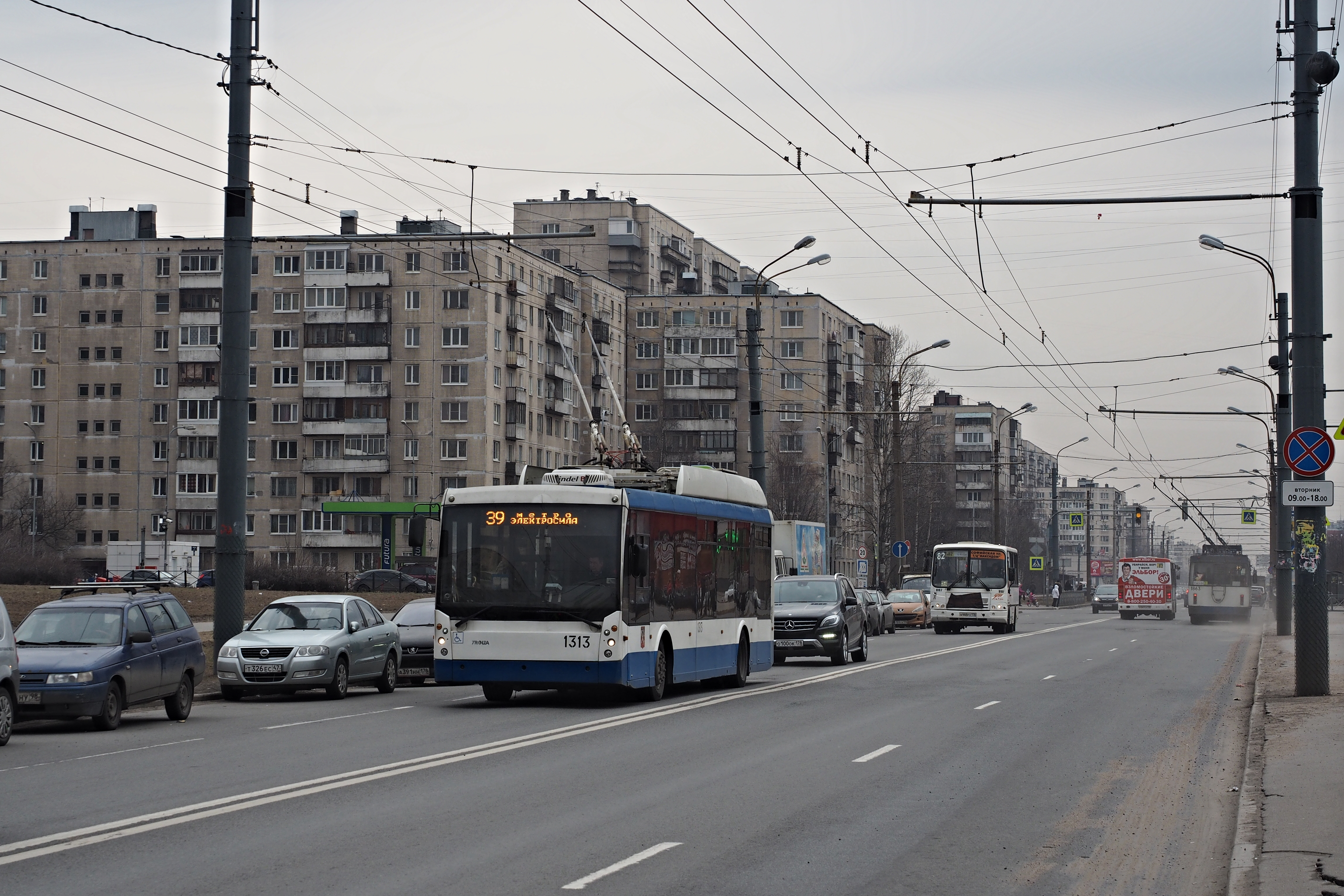
サンクトペテルブルク （サンクトペテルブルク・トロリーバス）
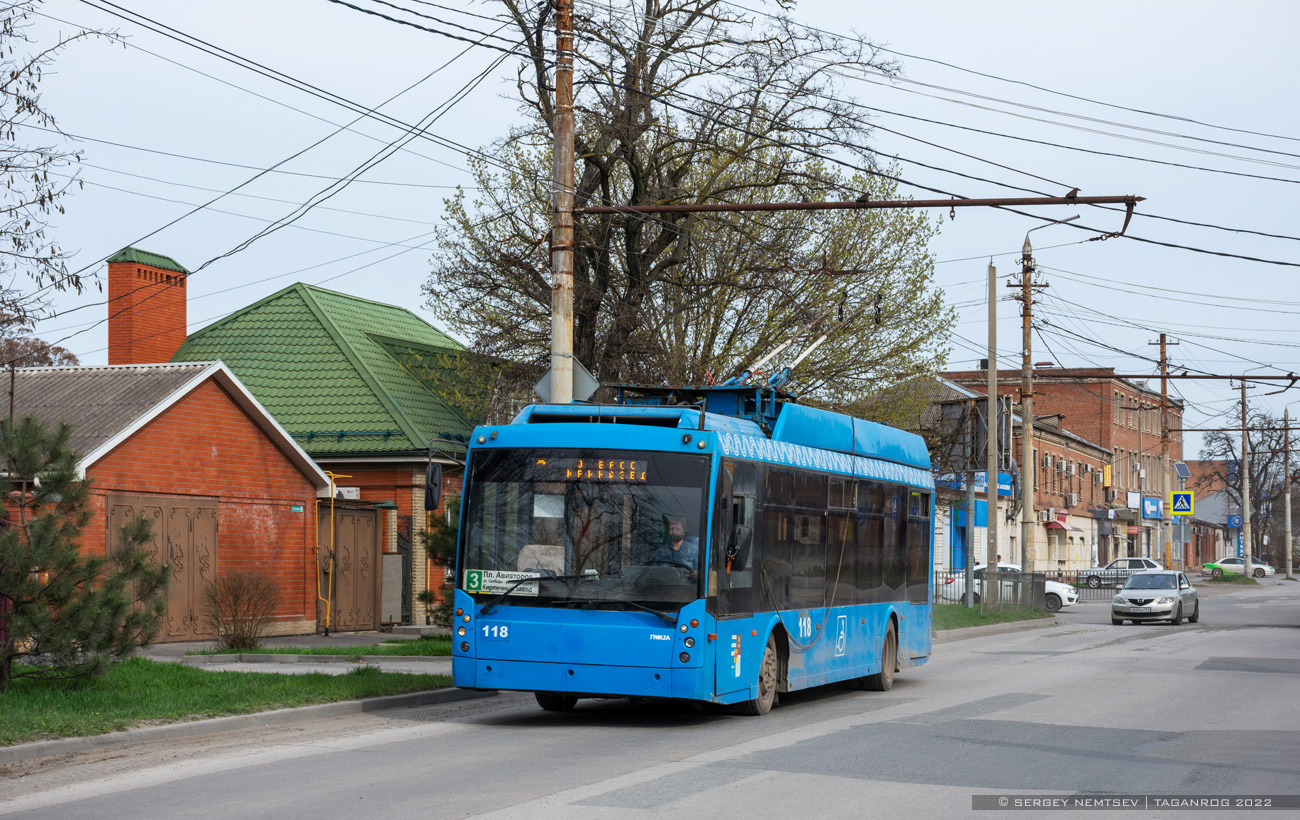
タガンログ
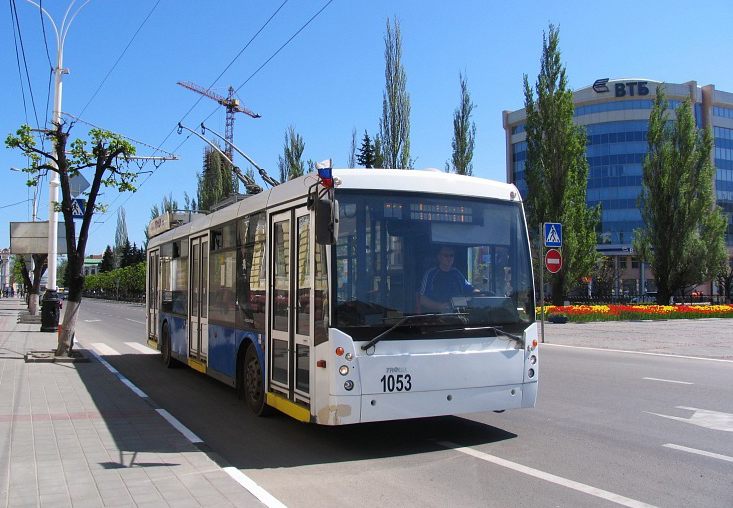
タンボフ
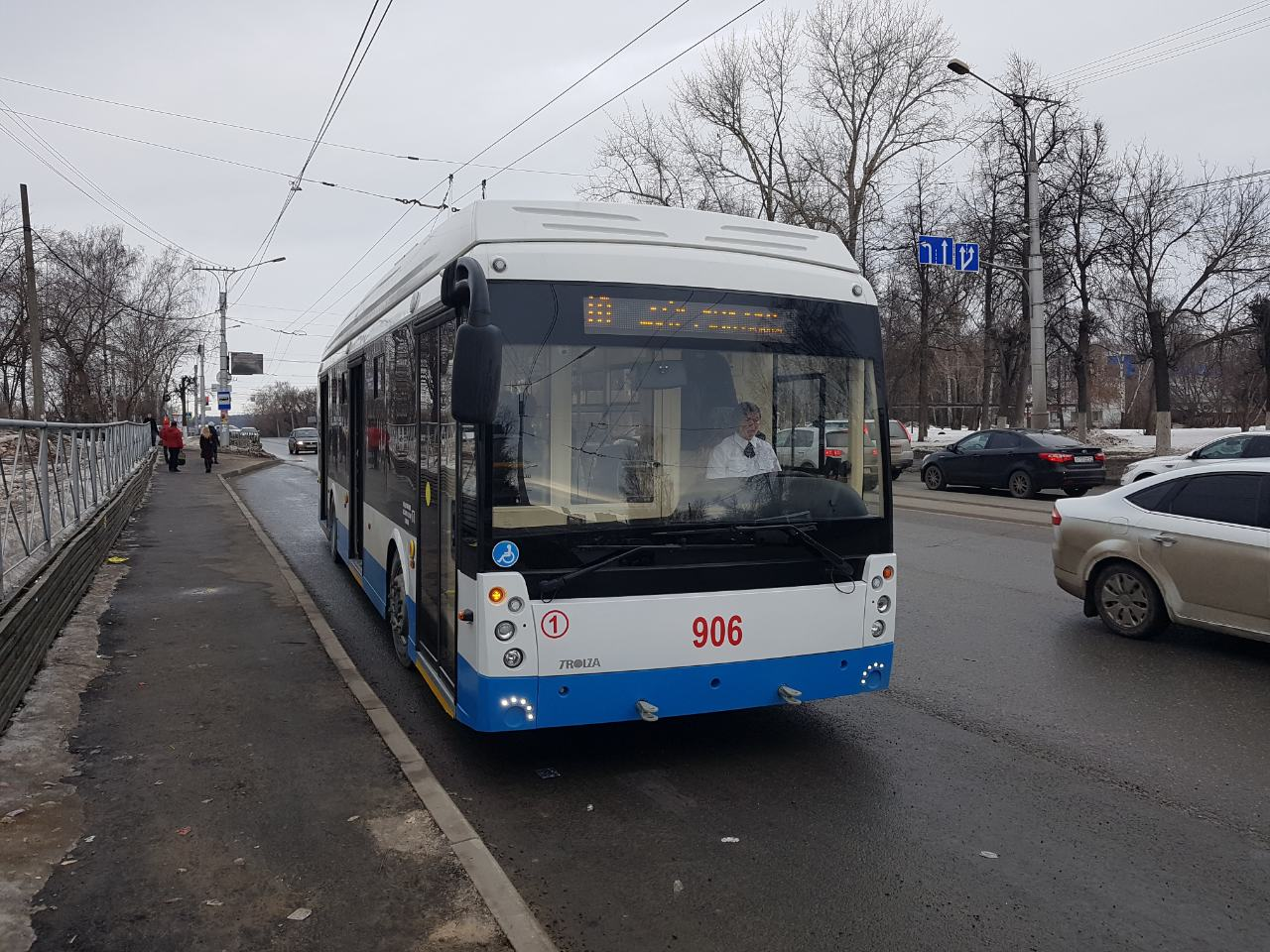
チェボクサリ
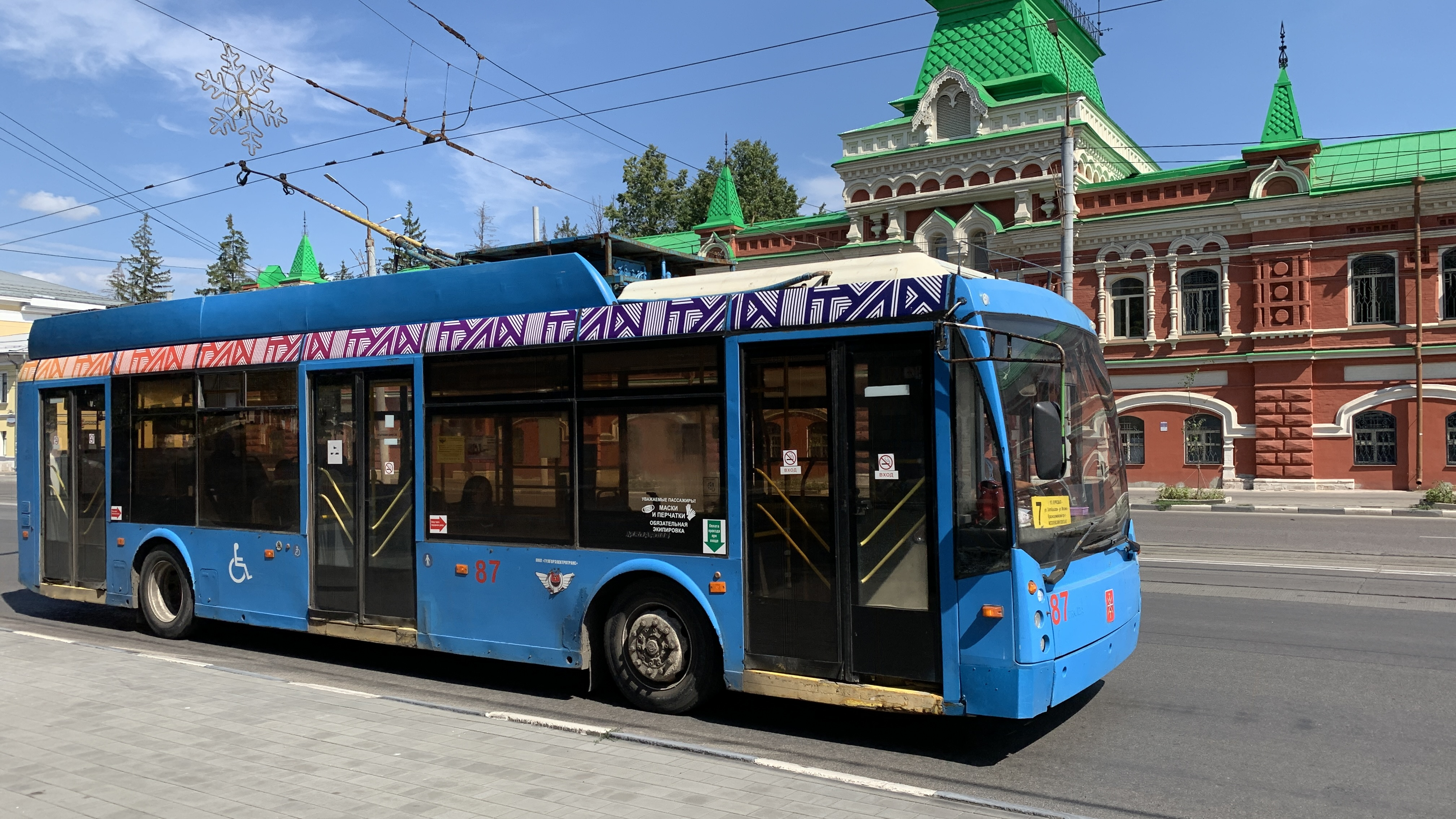
トゥーラ
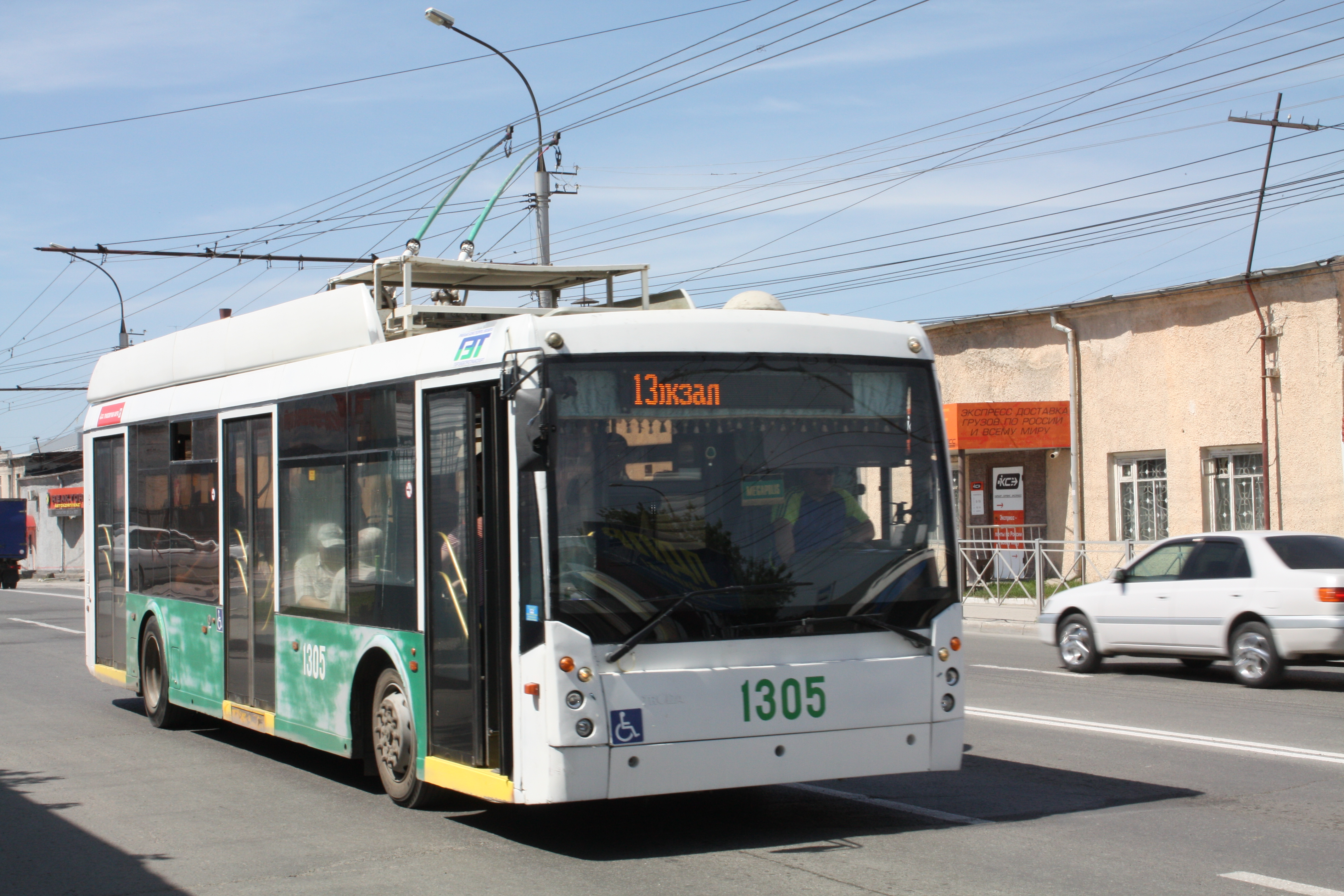
ノヴォシビルスク
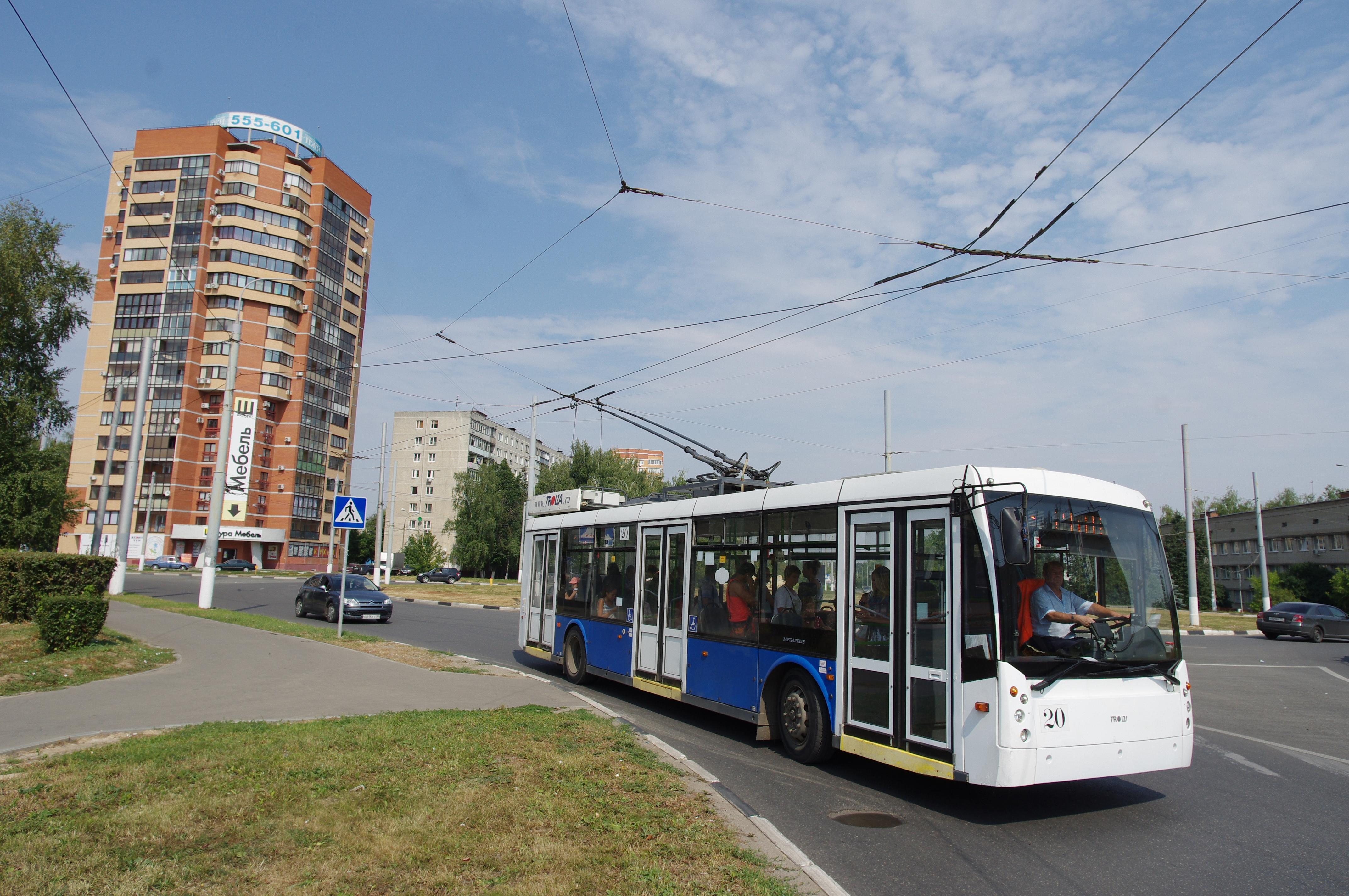
ポドリスク
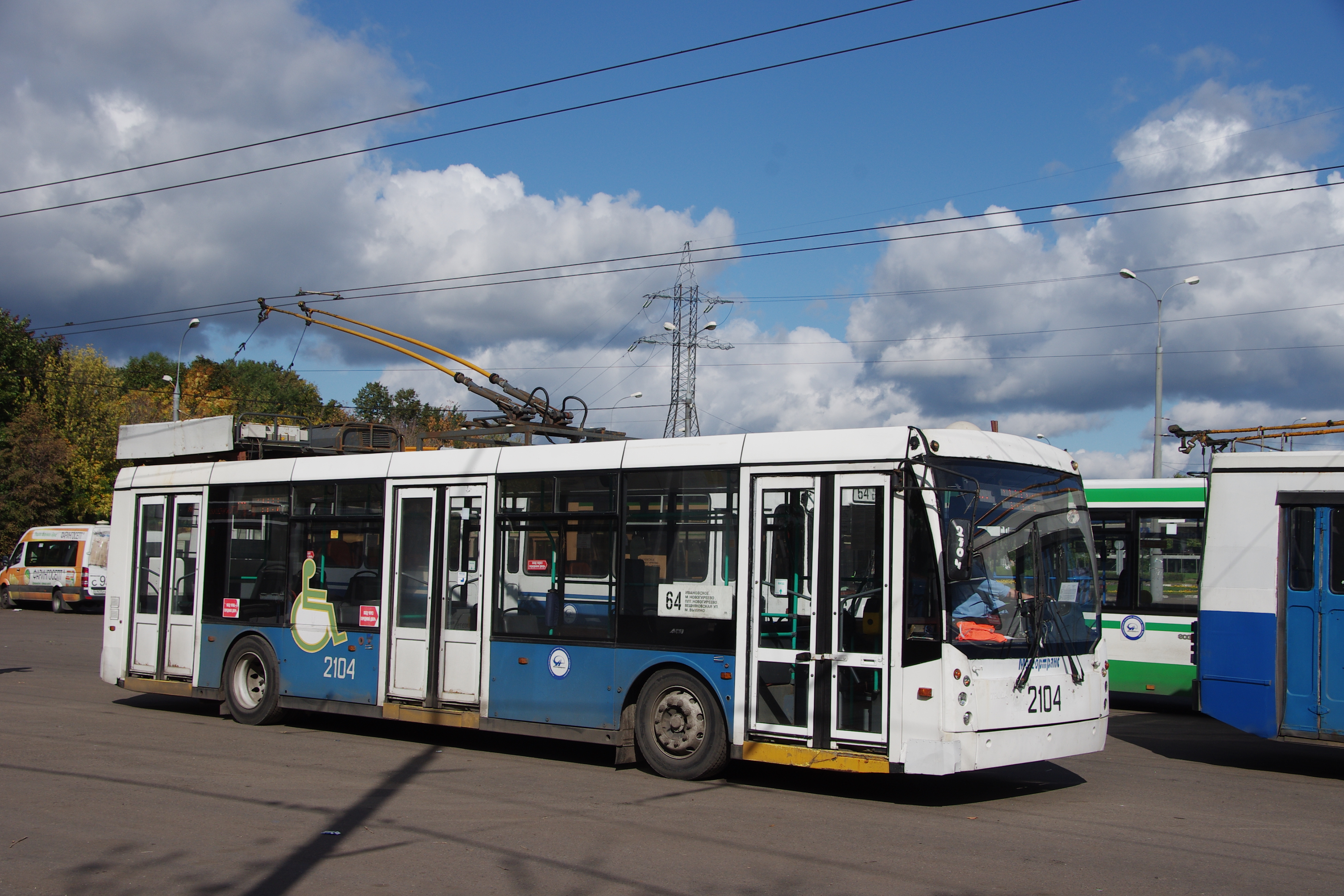
モスクワ （モスクワ・トロリーバス）
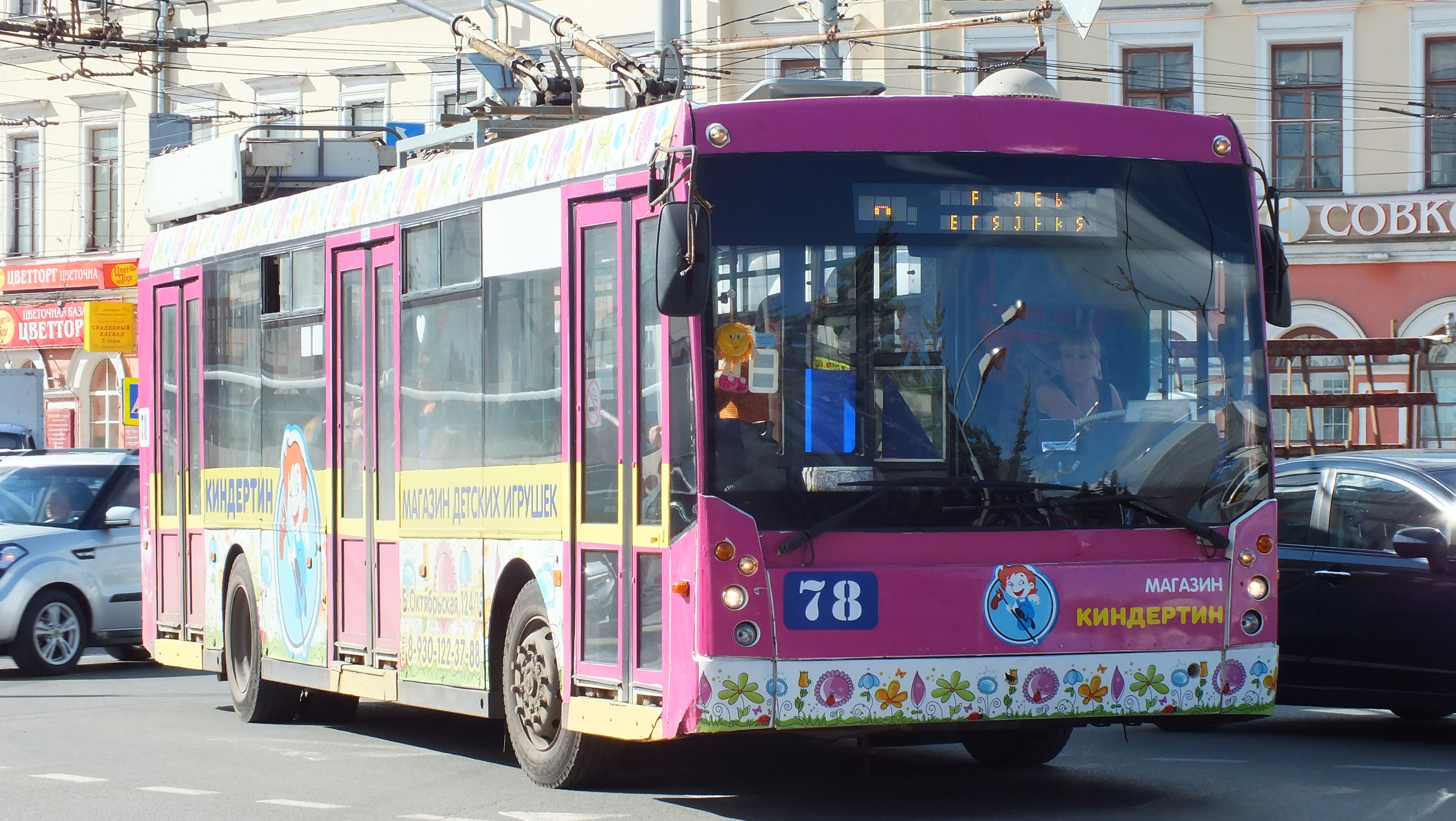
ヤロスラヴリ

- オデッサ
- クリミア
（クリミア・トロリーバス）
- シンフェロポリ
- ロサリオ

## 関連形式
- トロルザ・6206「メガポリス」（ロシア語版） - トロルザ・5265を基に開発・生産された連節式トロリーバス車両[4][5]。
- アドミラル - PC輸送システムズが開発・展開するトロリーバス車両。量産にあたり、トロルザ・5265を基にした改良が実施されている他、トロルザが有していた工場を使って生産が行われている[5][7]。